# Lenguas matlatzinca-tlahuica
Las lenguas matlatzinca-tlahuica, matlatzinca-ocuilteco-pirinda o matlatitzinca-atzinca-pirinda es un conjunto de al menos tres lenguas o variantes lingüísticas de la misma macrolengua habladas en el centro de México. Aunque en el pasado el proto-matlatzinca-tlahuica fue la lengua mayoritaria de extensas zonas del centro de México, primero fue substituido por el náhuatl y más tarde por el español de tal manera que ahora solo cuentan con unos centenares de hablantes.

## Distribución y número de hablantes
En la actualidad el matlatzinca cuenta con varios centenares de hablantes en el pueblo de San Francisco Oxtotilpan y el tlahuica en San Juan Atzingo por unas pocas decenas de personas. Ambos municipios se encuentran en el Estado de México. A principios de siglo también se habló en Mexicaltzingo (Estado de México) y el pirinda se habló en Charo (Michoacán).

## Descripción lingüística

### Morfología
La morfología nominal usa ampliamente los prefijos, por ejemplo el número singular se marca mediante los prefijos we- en los seres humanos y racionales:
wetowaa 'hijo' / wetošuwi 'hija' (matlatzinca Oztotilpan)
wema 'hombre' (matl. Oztotilpan)
wešu 'mujer' (matl. Oztotilpan) / weču 'mujer' (tlahuica)
wembontani 'sacerdote' (matl. Mexicaltzingo)
En las anteriores formas šu-/ču- es una marca derivativa de género femenino. Con los seres inanimados o animados no racionales se emplea frecuentemente in- / ni- (y a veces Ø-):
insini 'perro' / inšusini 'perra' (pirinda)
ninta 'ojo' (matl. Mexicaltzingo)
inx-äni o äni 'gallina' (matl. Oztotilpan)
En el plural el prefijo común a todos los nombres es:
wema 'hombre' / nema 'hombres' (matl. Oztotilpan)
weču 'mujer' / nyeču 'mujeres' (tlahuica)

### Comparación léxica
A continuación se da una lista de palabras comparadas, las vocales dobles indican vocales largas, el acento en matlatzinca de Oztotilpan indica tono alto, mientras que la ausencia de acento indica tono bajo:
|               | Matlatiznca- Pirinda | Matlatzinca Mexicalzingo | Matlatzinca Oztotilpan | Atzinca- Tlahuica | proto- matlazinca |
| ------------- | -------------------- | ------------------------ | ---------------------- | ----------------- | ----------------- |
| '1'           | in-dah-wi            | in-da-wi                 | nrá-wi                 | *ndá              | mbla              |
| '2'           | i-na-wu              | hi-no-wi                 | te-nó-wi               | mno               | *-nó-wi           |
| '3'           | in-yu-hu             | hi-šu                    | ró-šu                  | pʔyu              | *-yu/*-šu         |
| '4'           | in-kuno-wi           | in-k'unu-wi              | ro-kunhó-wi            | gunho             | *kunhó            |
| '5'           | in-kuthaa            | in-kʔuda                 | ro-kutʔá               | kwitʔa            | *kwi-tʔa          |
| '6'           | in-dah-to-wi         | in-da-tʔo-wi             | nra-tóo-wi             | mblâ-ndoho        | *ndáh-ntó         |
| '7'           | inethowi             | ne-to-wi                 | ne-tóowi               | ñe-ndo-ho         | *ñe-nto           |
| '8'           | i-nekuno-wi          | i-nekʔuno-wi             | ne-nkunhó-wi           | mñe-gunho         | *ñe-kunhó         |
| '9'           | i-murahta-dahata     | i-maratâ-ndaha           | muráta-nrátʔa          | mbla-tilatʔa      |                   |
| '10'          | in-daha-ta           | in-da-ra                 | nrá-tʔa                | mbla-tʔa          | *ndá-tʔa          |
| 'cabeza'      | nu                   | nu                       | nú                     | nigwi             | *nú(?)            |
| 'ojo'         | nta                  | nta                      | tá                     | ta                | *ntá              |
| 'nariz'       | maši                 | maši                     | máši                   | ñu-maš            | *máši             |
| 'boca'        | naa                  | na                       | ná                     | ñu-pi             | *ná               |
| 'labio'       |                      | šinĩ                     | šína                   | pšina             | *šíni             |
| 'piel'        |                      | šipari                   | šipáari                | šimbali           | *šĩpári           |
| 'pie'         | moo                  | mõ                       | mo                     | mo                | *mo               |
| 'sangre'      |                      | čihyabi                  | číhabí                 | ĵihya             | *číhya            |
| 'lágrima'     |                      | čih-ta                   | škanuta(?)             | či-nda            | *či-ntá           |
| 'maíz'        | tatuy                | tarui                    | táʔthuwí               | *datʔwi           | datʔuu            |
| 'maíz molido' |                      | čini                     | čini(?)                | či                | *čini             |
| 'nixtamal'    |                      | nišaki                   | níšáki                 | ñušak(i)          | *níšáki           |
| 'tortilla'    |                      | mewi                     | mhéwi                  | mẽ                | *mhéwi(?)         |
| 'chile'       | mii                  | x-imi                    | (i)mí                  | mi                | *mí(?)            |
| 'tomate'      |                      | rumpa                    | čhúwampa               | nipa              |                   |
| 'frijoles'    |                      | inaši                    | čhə                    | načii             | *či-              |
| 'sal'         |                      | tʔuši                    | thúši                  | tʔuš              | *tʔúši            |
| 'comer'       | tsitsi               | tsitsi                   | sísí                   | tsintsi           | *tsí[tsí]         |
| 'maguey'      | išumi                | inšuni                   | šuni                   | dloti             | *šuni             |
| 'flor'        | theni                | tini                     | təni                   | ndoyii            | *ntə-ni           |
| 'bosque'      |                      | tsaa                     | pín-sa(a)              | ñun-dzaa          | *tsaa             |
| 'perro'       |                      | tsini                    | síní                   | tsi               | *tsíní            |
| 'caballo'     |                      | paari                    | pari(?)                | bahl(e)           |                   |
| 'pavo'        | ñah-eni              | nax-ini                  | əni                    | tamʔi             | *ini              |
| 'campo'       | pi-hnomi             | noni                     | pí-ʔnoni               | ñuñu              | *ʔnoni            |
| 'piedra'      |                      | to                       | (n)to                  | ndo               | *nto              |
| 'sol'         | in-yahbi             | yabi                     | (in)čutata             | tʔutata           | *yahbi            |
| 'luna'        | in-buee              | i-mbwii                  | in-čunéné              | tʔunana           | *mbwi(?)          |
| 'estrella'    |                      | tsee                     | mán-seʔe               | tee               | *tse              |
| 'mes'         |                      | mbwii                    | mbwi(?)                | bwi               | *mbwi             |
| 'año'         |                      | hiči                     | kʔiĵi                  | kʔinĵi            | *kʔiči            |
| 'agua'        | intawi               | intawi                   | intáwi                 | nda               | *ntá-wi           |
| 'montaña'     | ineetsi              | inhitsʔi                 | inhəsi(?)              | pʔwötse           | *in-hitsʔi(?)     |
| 'casa'        | in-baani             | in-mani                  | báʔni                  | to                | *báʔni            |
| 'mercado'     |                      | tetani                   | tetani                 | tyeta             | *tetani           |
| 'sembrar'     | tutuhmi              | tuni                     | hoyari(?)              | tuhu              | *tu-              |
| 'noche'       | šuemi                | šuti                     | šəni                   | šu                | *šũi(?)           |
| 'frío'        | ki-tsee              | tse                      | ku-sé                  | tse               | *tsé              |
| 'calor'       |                      | pahyabi                  | páwi                   | pahya             | *pá-              |